# Liste der denkmalgeschützten Objekte in Lambrechten
Die Liste der denkmalgeschützten Objekte in Lambrechten enthält die drei denkmalgeschützten, unbeweglichen Objekte der Gemeinde Lambrechten in Oberösterreich (Bezirk Ried im Innkreis).

## Denkmäler
| Foto |                 | Denkmal                                                        | Standort                                      | Beschreibung | Metadaten |
| ---- | --------------- | -------------------------------------------------------------- | --------------------------------------------- | --- | --- |
| ja   | Datei hochladen | Friedhof HERIS-ID: 80468 Objekt-ID: 94209                      | Standort KG: Lambrechten                      | | BDA-Hist.: Q38173871 Status: § 2a Stand der BDA-Liste: 2025-06-30 Name: Friedhof GstNr.: 1208/1 Friedhof Lambrechten                                     |
| ja   | Datei hochladen | Kath. Pfarrkirche hl. Lambert HERIS-ID: 52234 Objekt-ID: 58811 | Lambrechten 3, neben Standort KG: Lambrechten | Eine große Saalkirche, die durch Abt Herculan Kalchgruber von 1724 bis 1726 errichtet wurde und der Kirchturm mit dem geschwungenen Helm stammt aus dem Jahr 1912. | BDA-Hist.: Q23541815 Status: § 2a Stand der BDA-Liste: 2025-06-30 Name: Kath. Pfarrkirche hl. Lambert GstNr.: .81/1 Pfarrkirche hl. Lambert, Lambrechten |
| ja   | Datei hochladen | Volksschule HERIS-ID: 80465 Objekt-ID: 94206                   | Lambrechten 33 Standort KG: Lambrechten       | | BDA-Hist.: Q38173857 Status: § 2a Stand der BDA-Liste: 2025-06-30 Name: Volksschule GstNr.: 1225                                                         |